# Narva (řeka)
Narva (estonsky Narva jõgi; rusky Hарва nebo Hарова podle staroestonského tvaru jména Narova) je řeka na hranici Estonska a Ruska. Řeka odtéká z Čudského jezera poblíž vesnice Vasknarva a po pouhých 75 km se u města Narva-Jõesuu vlévá do Narevského zálivu, postranní zátoky Finského zálivu. Rozloha povodí je 8 400 km², při započtení povodí Čudského jezera 56 200 km².

## Průběh toku

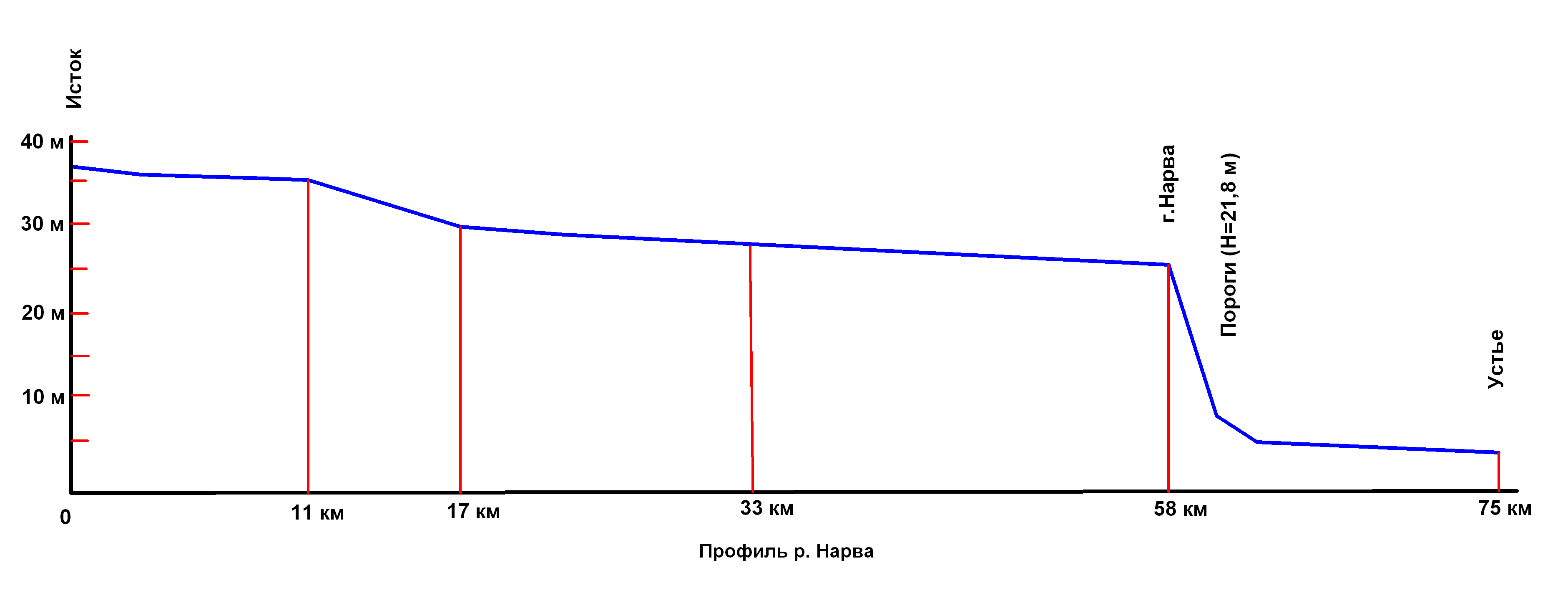
Profil toku Narvy (výrazné klesání na úseku peřejí u města Narvy)

Řeka odtéká z Čudského jezera severovýchodoseverním směrem, který až na občasné zátočiny zachovává přibližně prvních 40 km svého toku. Hned po výtoku přijímá zprava jako první přítok Vtroju a po několika kilometrech zleva Jaamu. V této oblasti tvoří řadu ramen a meandrů, mezi nimiž se nacházejí ekologicky vzácné Jaamské luhy.
Na následujících kilometrech udržuje řeka svůj severovýchodoseverní směr bez velkých zátočin, ale vytváří několik ostrovů, z nichž největší, Permiskülský ostrov (Permisküla saar), má délku přibližně 2,2 km. Krátce poté, mezi přítoky Gorodenky a Poruni zleva, začíná vzdutí Narevského přehradního jezera. Asi o dvanáct kilometrů dále, při ústí Mustajõgi zleva, se řeka stáčí k východu, a po několika kilometrech se rozlévá do širokého plochy přehradního jezera. Do něho zprava ústí největší přítok Narvy, Pljussa. Pod hladinou přehradního jezera skryté koryto Narvy se zde stáčí k severu.

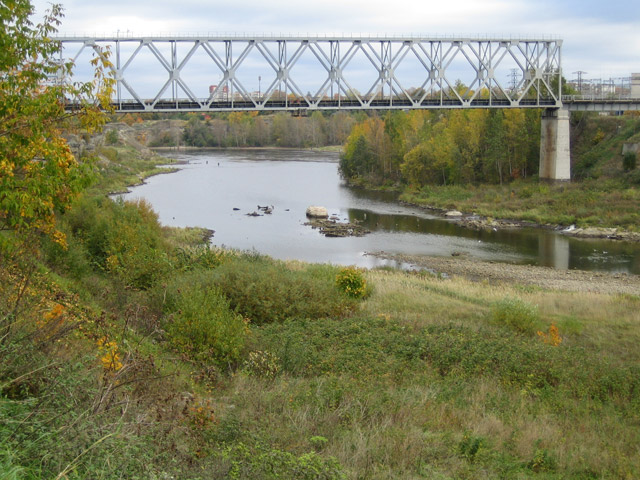
Pod železničním mostem mezi Narvou a Ivangorodem se do téměř suchého starého koryta zprava vlévá výtok z Narevské vodní elektrárny

Krátce před dosažením města Narvy řeku přerušuje přehrada Narevské vodní elektrárny. Pod přehradou je staré koryto téměř suché, většina vody je vedena 2,3 km dlouhým derivačním kanálem na turbíny elektrárny. Jen při mimořádném stavu vody nebo při čištění přehrady se voda na krátkou dobu pouští starým korytem.
Koryto se pod přehradou dělí ve dvě ramena a obklopuje 750 metrů dlouhý a 200 metrů široký ostrov Kreenholm (Kreenholmi saar). Řeka zde překračuje Baltský klint a vytváří po obou stranách ostrova Narevský vodopád, který byl před postavením přehrady a vysušením koryta nejmohutnějším vodopádem Evropy. Teprve pod ostrovem se do starého koryta opět vlévá voda, která prošla elektrárnou.

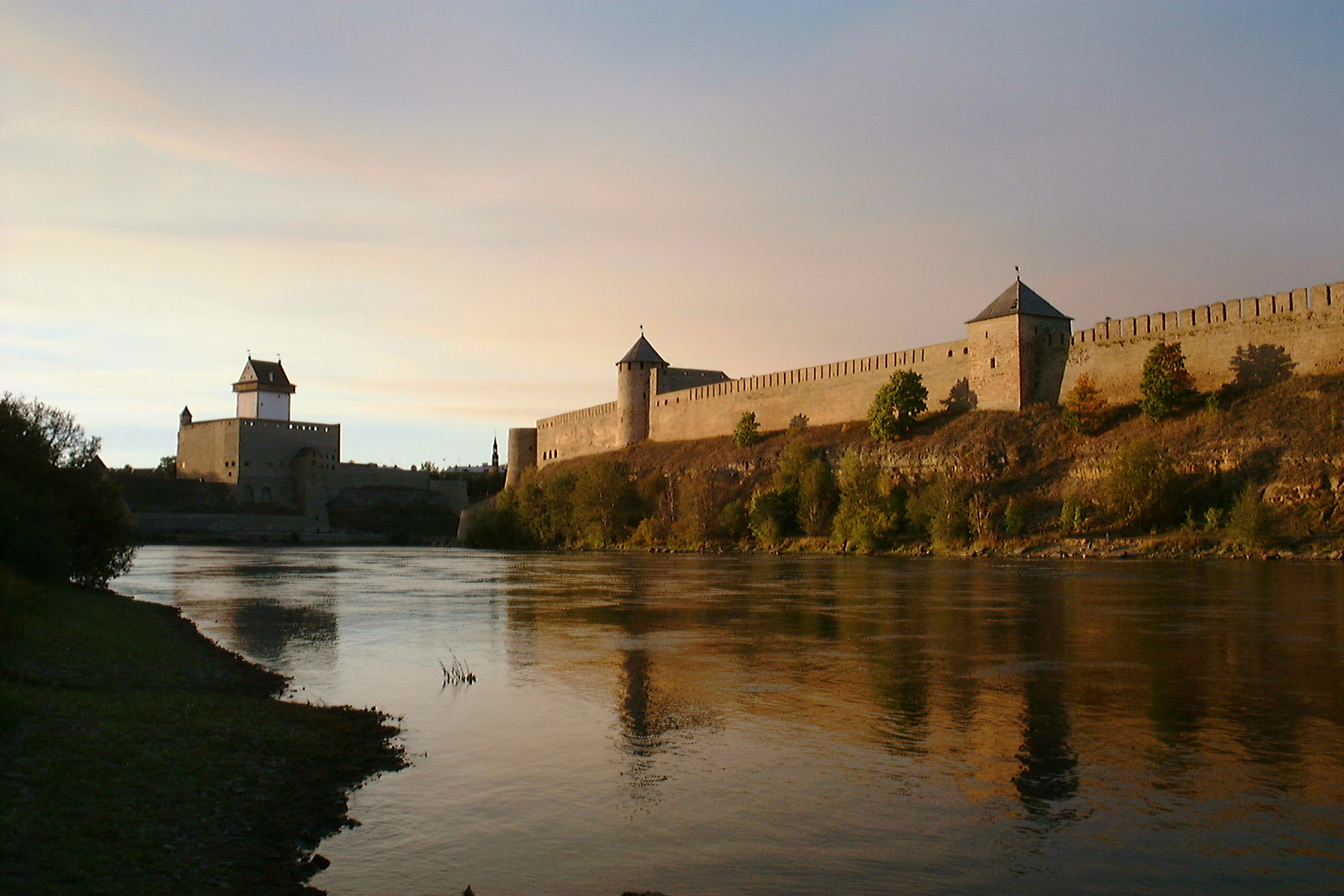
Řeka mezi estonskou Narvou na levém a ruským Ivangorodem na pravém břehu

Následující necelé tři kilometry protéká řeka mezi protilehlými městy Narvou a Ivangorodem. Poté se stáčí na severozápad a poměrně hlubokým korytem protéká lesnatou krajinu při pobřeží Narevského zálivu. V polovině této cesty přibírá jako poslední větší přítok zleva Tõrvajõgi. Pouhých 700 metrů před vyústěním do moře se k Narvě zprava připojuje Rossoň, přirozené říční rameno spojující ji s řekou Lugou, které podle stavu vody na obou řekách odvádí buď vodu z Lugy do Narvy, nebo naopak.

## Vodní režim
Narva má průměrný průtok 400 m³/s, v době jarních povodní množství protékající vody narůstá až pětinásobně. Už průměrný průtok však z Narvy činí zdaleka nejvodnější estonskou řeku a po Něvě druhou nejvodnější řeku vlévající se do Finského zálivu.
Řeka má průměrnou šířku 300 m a hloubku 5 m, celkové klesání je 30 m. Splavná je jednak mezi výtokem z Narevské vodní elektrárny a ústím (14,9 km), jednak na Narevském přehradním jezeře. Řeka každoročně zamrzá v průměru na 5,5 měsíce.

## Fauna
Narva a zejména Narevská přehradní nádrž je bohatá na ryby. Žije zde plotice obecná, okoun říční, cejn velký, štika obecná, perlín ostrobřichý a další druhy typické i pro Čudské jezero. Na dolním toku řeky se navíc v době tření vyskytuje dnes již velmi vzácný jeseter velký, který se dostal i do znaku města Narvy, a mihule říční, dodnes v hojnosti lovená a vyhledávaná labužníky.

## Historie
Narva byla již v prehistorické době důležitou vodní cestou. V době vikingů (od 9. do 11. století) byla součástí jedné z větví lodní „Cesty od Varjagů k Řekům“ mezi Baltem a Černým mořem. Od 12. století je doložen hrad v místě dnešního města Narvy.
Po obsazení severního Estonska Dánskem ve 13. století se řeka Narva stává na dlouho přirozenou estonsko-ruskou hranicí. Větší význam tehdy získává i brod přes řeku na suchozemské stezce mezi Tallinnem a Novgorodem. Z tržiště vzniklého u brodu na levém břehu řeky vzniká během 14. století město Narva, koncem 15. století pak nechává car Ivan III. na pravém břehu naproti Narvě vystavět Ivangorod („Ivanův hrad“). Řeka Narva přitom zůstává důležitou spojnicí mezi suchozemskou stezkou a Baltským mořem.
Během livonské války se město Narva a okolí ocitlo pod ruskou nadvládou, ale po skončení války připadlo Švédsku, a tak řeka Narva opět tvořila hranici mezi švédským Estonskem a Ruskem až do severní války, po níž se Estonsko stalo součástí Ruského impéria (1721). Řeka Narva pak tvořila hranici mezi Petrohradskou a Estonskou gubernií; výjimkou bylo město Narva, které patřilo k Petrohradské gubernii.
V průběhu estonské války za nezávislost se na Narvě odehrávaly nejtěžší boje. Tartuskou mírovou smlouvou získalo Estonsko roku 1920 též Narevské předpolí, takže řeka na dvacet let přestala být hranicí. Se začátkem sovětské okupace Estonska roku 1940 byla hranice estonského území vrácena opět na Narvu. Po přechodném osvobození od Sovětů během 2. světové války se při sovětském znovudobývání Estonska roku 1944 konaly nejtěžší boje opět na Narvě.
Řeka Narva pak zůstala až do faktického obnovení estonské samostatnosti roku 1991 vnitrosovětskou hranicí mezi Ruskou sovětskou federativní socialistickou republikou a Estonskou sovětskou socialistickou republikou. Po rozpadu Sovětského svazu se stala hranicí mezi obnovenou Estonskou republikou a Ruskem, avšak mezi oběma zeměmi dosud nedošlo k podepsání hraniční smlouvy; z obou stran se zatím pouze Estonsko oficiálně vzdalo všech územních nároků vůči druhé straně.